# Santa Casa de Misericórdia de São Carlos
A Irmandade da Santa Casa de Misericórdia de São Carlos ou Santa Casa Clínicas está localizada no bairro de Vila Pureza, em São Carlos.
A Santa Casa disponibiliza à população pelo SUS serviços como consultas ambulatoriais, atendimentos de urgência e emergência, além de internações hospitalares, clínicas e cirúrgicas.

## História
A Ordem das Santas Casas de Misericórdia foi instituída em Portugal, no ano de 1498, tendo como objetivo principal a prática de obras de caridade.
A Santa Casa de Misericórdia de São Carlos é a mais antiga instituição assistencial e hospitalar em funcionamento na cidade de São Carlos. O prédio possui vários pavilhões antigos ainda em uso, no qual se destaca o Pavilhão Conde do Pinhal e o Pavilhão Bento Carlos, uma homenagem a quem muito ajudou a Santa Casa.
No Brasil a primeira Santa Casa foi fundada no ano de 1543, na Capitania de São Vicente, na  vila de Santos, sendo possível a criação da Confraria da Misericórdia de São Carlos no ano de 1891. O hospital surgiu por meio da iniciativa de membros da comunidade regional, com pessoas se unindo para doar recursos ao projeto.

### Como foi criada
O Sr. Francisco Domingos de Sampaio e sua senhora, Ana Miquelina Ferraz de Sampaio, resolveram que destinariam uma quantia em dinheiro à fundação de uma Santa Casa em São Carlos, para homenagear a seu filho (José) falecido em Jaboticabal, essa iniciativa contagiou a sociedade que organizou uma comissão para dar início ao projeto.
Em 12 de abril de 1891, celebrou-se no então Teatro Ypiranga uma grande reunião, a qual daria início a construção do edifício da Santa Casa. Sendo que o primeiro pavilhão ficou pronto em 1893.
Por causa da epidemia de febre amarela que assolou São Carlos, o pavilhão construído foi rapidamente transformado em Hospital para atender os doentes. Uma comissão de socorros levantou dinheiro e o valor obtido serviu para ajudar a Santa Casa.
O seu estatuto foi reformulado nessa época, dando caráter religioso a irmandade.
Em 1º de novembro de 1899, realizou-se uma grande solenidade para inauguração do Hospital da Santa Casa. Raphael de Abreu Sampaio Vidal foi o primeiro provedor do hospital fundado após reunião reunião em 1891 no Teatro Ypiranga (na Praça Coronel Salles). A Santa Casa funcionou ainda antes da inauguração, ao socorrer vítimas da epidemia de febre amarela. No início trabalhavam no hospital as freiras da congregação da Imaculada Conceição.
A Santa Casa de São Carlos, desde então nunca mais parou, e muitos são aqueles que orgulhosamente prestaram valiosa ajuda a irmandade, sendo que até os dias de hoje a sociedade continua ajudando a Santa Casa de São Carlos. Atualmente a Santa Casa é hospital de referência regional e 60% de sua capacidade é destinada a atender pacientes do SUS.  
Às Santas Casas subvencionadas no estado de São Paulo vem de longo tempo.

### Atualidades
Em janeiro de 2014, a Santa Casa foi cadastrada na Rede de Urgência e Emergência do governo federal, e passou a receber verba para manutenção e custeio nos procedimentos de urgência e emergência tanto do Serviço Médico de Urgência (SMU) como da Unidade de Tratamento Intensivo (UTI). O hospital é atualmente referência em Urgência e Emergência, sendo que a rede regional de saúde estima abranger 400 mil pessoas em cinco cidades.
A partir de janeiro de 2015, a Santa Casa terá médicos residentes, conforme aval da Comissão Nacional de Residência Médica, vinculada ao Ministério da Educação (MEC).
A Instituição atualmente conta com um Instituto de Ensino e Pesquisa (IEP), onde oferece programas de residências médicas e multiprofissionais, Curso Técnico de Enfermagem, especialização em instrumentação cirúrgica, cursos de Especialização em Gestão em Saúde e de Laser em Saúde, programa de estágio para todas as escolas técnicas de São Carlos e o Internato Médico Hospitalar, em parceria com a Faceres, a UNIFAI e UFSCar.
O IEP foi inaugurado em fevereiro de 2021, trazendo novidade ao Departamento de Ensino da Instituição. A  unidade contém quatro salas de aula; um Centro de Simulação Realística com sala de controle; salas de apoio às atividades acadêmicas; área de convivência; a biblioteca e também um laboratório para atividades práticas para cursos e treinamentos. A biblioteca disponibiliza, além do acervo físico, conteúdos virtuais. E uma das salas de aula possui equipamentos de última geração. Além do Centro de Simulação Realística, um dos mais modernos do interior de São Paulo, simula uma sala cirúrgica real. 
No ano de 2022, a Santa Casa de Misericórdia atendeu, aproximadamente, 259 mil pacientes de média e alta complexidade. A instituição preza pelo atendimento igualitário, sem distinção entre pacientes de convênio, particular ou oriundos do Sistema Único de Saúde (SUS).
O hospital faz parte da rede Hospital Estruturante, instituído pelo governo estadual de São Paulo, que referencia os atendimentos de alta complexidade na região. Essa classificação indica que a Santa Casa responda por metade dos atendimentos realizados aos pacientes do SUS regionalmente, a chamada Região Coração do Departamento Regional de Saúde 3 (São Carlos, Dourado, Ibaté, Ribeirão Bonito, Descalvado e Porto Ferreira).

### Atendimentos
A Santa Casa é um hospital estruturante com atendimento regional, sendo que em 2018, teve um acréscimo de 32,8% no atendimento direto.<refhttps://www.saocarlosdiaenoite.com.br/cidade/58271-santa-casa-de-sao-carlos-registra-crescimento-de-32-8-no-numero-de-atendimentos-no-trienio</ref>

## Unidades
Divisões
- Hospital Central
- Recepção e Provedoria
- Pronto Socorro
- Maternidade
- Enfermaria
- Centro Cirúrgico
- Banco de Sangue
- IEP

## Controvérsia
Após anúncio de greve que seria realizada no dia primeiro de novembro, a Justiça de São Carlos impediu a paralisação dos médicos da Santa Casa. A decisão foi concedida após ação civil pública movida pela Prefeitura de São Carlos contra a Santa Casa e 101 médicos. O honorário pago pela instituição por hora dos médicos em um plantão não presencial mas em que deve estar pronto para ser chamado a qualquer hora é de R$ 12,97 (sem contar descontos de INSS e impostos).